# Ministère de l'Égalité et de l'Équité (Colombie)
Le Ministère de l'Égalité et de l'Équité (MinIgualdad) est le ministère colombien en charge des minorités historiquement vulnérables telles que la communauté LGTBIQ, les afro-descendants, les personnes handicapées, les sans-abri, les paysans, les migrants, les personnes déplacées et l'égalité des sexes,,.
En mai 2024, un jugement rendu contre le ministère par la Cour constitutionnelle a annulé sa création, ce qui implique sa dissolution en août 2026,,.